# Kazimierz Przerwa-Tetmajer
Kazimierz Przerwa-Tetmajer (ur. 12 lutego 1865 w Ludźmierzu, zm. 18 stycznia 1940 w Warszawie) – polski poeta, nowelista, powieściopisarz, przedstawiciel Młodej Polski.

## Życiorys
Urodził się jako syn Adolfa Tetmajera i jego drugiej żony, Julii z Grabowskich, brat przyrodni malarza Włodzimierza Tetmajera, brat cioteczny tłumacza i poety Tadeusza Boya-Żeleńskiego. W 1883 z rodziną przeniósł się do Krakowa, gdzie uczęszczał do Gimnazjum św. Anny. W latach 1884–1886 studiował na wydziale filozoficznym Uniwersytetu Jagiellońskiego.
Zadebiutował w 1886 roku poematem prozą Illa, jednak jego faktycznym debiutem była nowela pt. „Rekrut” (opublikowana 15 stycznia 1886 r. w „Przeglądzie Literackim i Artystycznym”, rok piąty, nr 1, Kraków w drukarni A. Koziańskiego; pod red. K, Bartoszewicza). W 1888 roku Tetmajer zdobył nagrodę literacką za wiersz ku czci Mickiewicza, a rok później za wiersz ku czci Kraszewskiego. W latach 1888–1893 podjął współpracę z pismami „Tygodnik Illustrowany”, „Kurier Warszawski” i krakowskim „Czasem”. Wydał osiem serii Poezji, z których najbardziej wartościowe to druga (1894 rok), trzecia (1898 rok) i czwarta (1900 rok). Nastrojowa poezja Tetmajera odpowiadała dekadentom i bohemie młodopolskiej.
Mieszkając w młodości w Ludźmierzu, poznał dobrze Podhale, Spisz, Liptów i Tatry. Zapewne od 1881 r. letnie wakacje młodzi Tetmajerowie pod opieką matki spędzali w Zakopanem. W latach 1881–1891 Kazimierz odbył wiele wycieczek w Tatry z bratem, Franciszkiem Henrykiem Nowickim, Karolem Potkańskim, Michałem Kirkorem, Klimkiem Bachledą, Tadeuszem Boyem-Żeleńskim, Januszem Chmielowskim, Jerzym Żuławskim. „Ulubionymi szlakami jego wędrówek tatrzańskich były Żelazne Wrota, Dolina Pięciu Stawów, Dolina Staroleśna, Furkot, Wysoka, Rysy... gdzie wędrował niestrudzenie, za każdym razem – jak pozwalają domyślać się jego listy – od nowa zafascynowany pięknem gór.” W 1892 roku wziął udział w pierwszym wejściu na Staroleśny Szczyt oraz Baniastą Turnię. Ponadto dokonał wraz z Tadeuszem Boyem-Żeleńskim i przewodnikami pierwszego odnotowanego wejścia na Furkot około 1889–1893 roku.
Mniej więcej od roku 1895 trapiły poetę dolegliwości neurasteniczne, leczone i zaleczane kilkakrotnie na przestrzeni lat. Z zachowanej korespondencji Kazimierza Tetmajera wynika, że ten m.in. przeprowadzał nawet jakąś kurację u przebywającego u Tetmajerów w Zakopanem cenionego już wówczas psychologa Juliana Ochorowicza. Po 1896 roku, z powodu problemów ze zdrowiem, nie zdobywał już szczytów Tatr, ale za to wędrował po dolinach tatrzańskich, a także po Podhalu. W 1902 roku taternicy nadali nazwę Przełęcz Tetmajera przełęczy między Gerlachem a Zadnim Gerlachem, a Towarzystwo Tatrzańskie nadało mu honorowe członkostwo.
Zafascynowany góralskim folklorem napisał cykl opowieści Na skalnym Podhalu, a ponadto epopeję tatrzańską Legenda Tatr, składającą się z dwóch części: Maryna z Hrubego i Janosik Nędza Litmanowski.
W 1896 roku przebywał w Heidelbergu, pełniąc funkcję osobistego sekretarza Adama Krasińskiego. Podróżował po Włoszech, Szwajcarii, Francji i Niemczech. Około 1910 r. praktycznie na stałe zadomowił się w Zakopanem. „Po wszystkich chałupach zakopiańskich i po wszystkich szałasach w Tatrach miał przyjaciół. Bywał częstym gościem w dziedzinach u gazdów, którzy uważali go za kogoś zupełnie swojego”. W czasie I wojny światowej, a zwłaszcza tuż po jej zakończeniu, Tetmajer znajdował się w trudnych warunkach materialnych. Pieniądze, przekazane mu ze spontanicznie założonego „Funduszu Tetmajerowskiego”, przekazał jednak na rzecz bardziej potrzebujących, głównie ofiar wojny.
Po I wojnie światowej zamieszkał w Krakowie, przy Karmelickiej 14, wreszcie osiadł na stałe w stolicy. W latach 1918–1919 interesował się sporem polsko-czechosłowackim o granicę w Tatrach i na Podtatrzu, brał udział w przygotowaniach do plebiscytu na Spiszu i Orawie; napisał na ten temat broszurę pt. O Spisz, Orawę i Podhale (1919 rok). Pełnił funkcję prezesa Towarzystwa Literatów i Dziennikarzy Polskich (1921 rok), w 1928 roku przyznano mu nagrodę literacką miasta Warszawy, a w 1934 roku został członkiem honorowym Polskiej Akademii Literatury. W roku 1931 obchodzono uroczyście czterdziestopięciolecie, a w 1937 roku pięćdziesięciolecie jego twórczości.

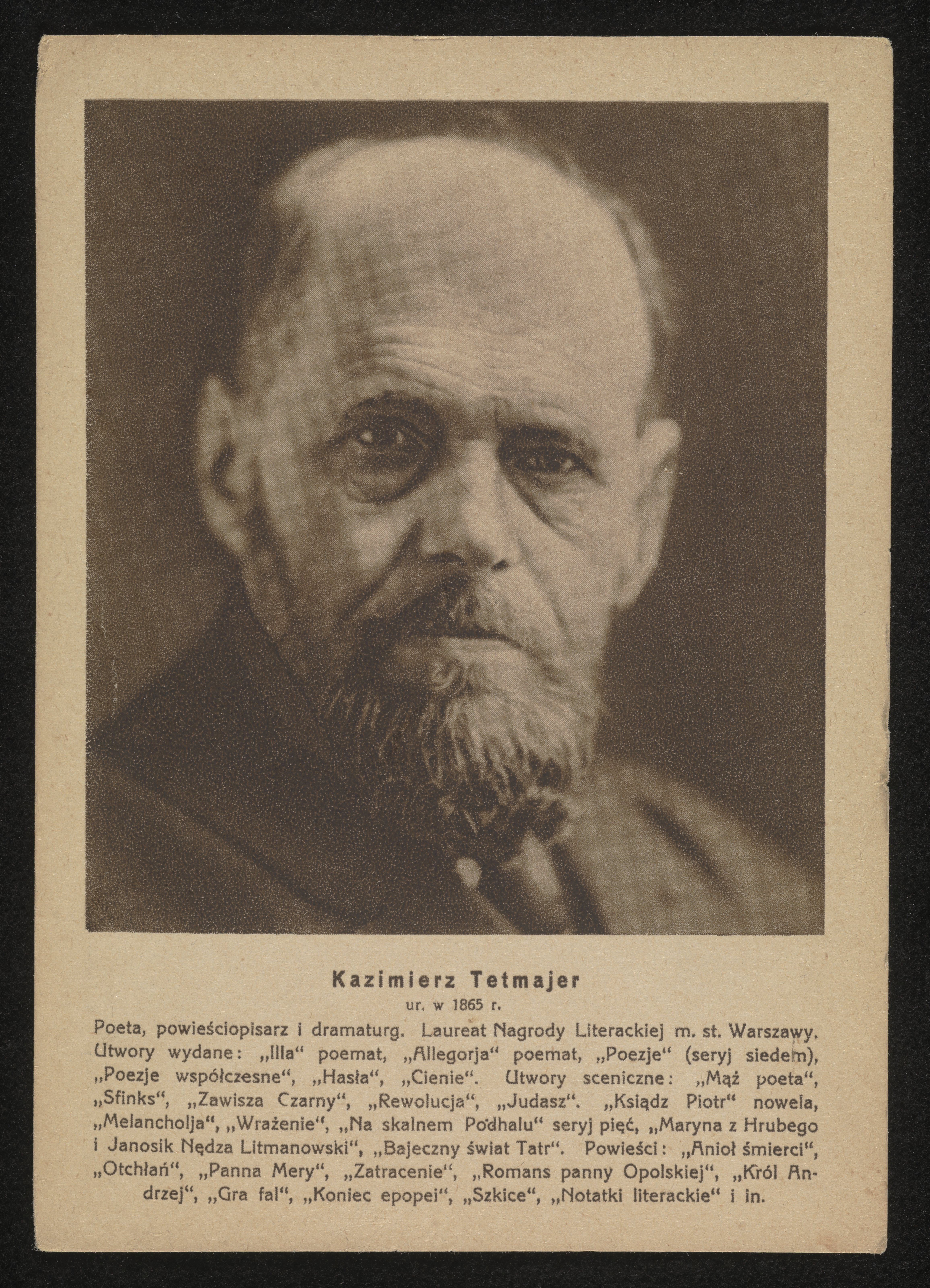
Kazimierz Przerwa-Tetmajer, pocztówka wyd. w 1933 r.

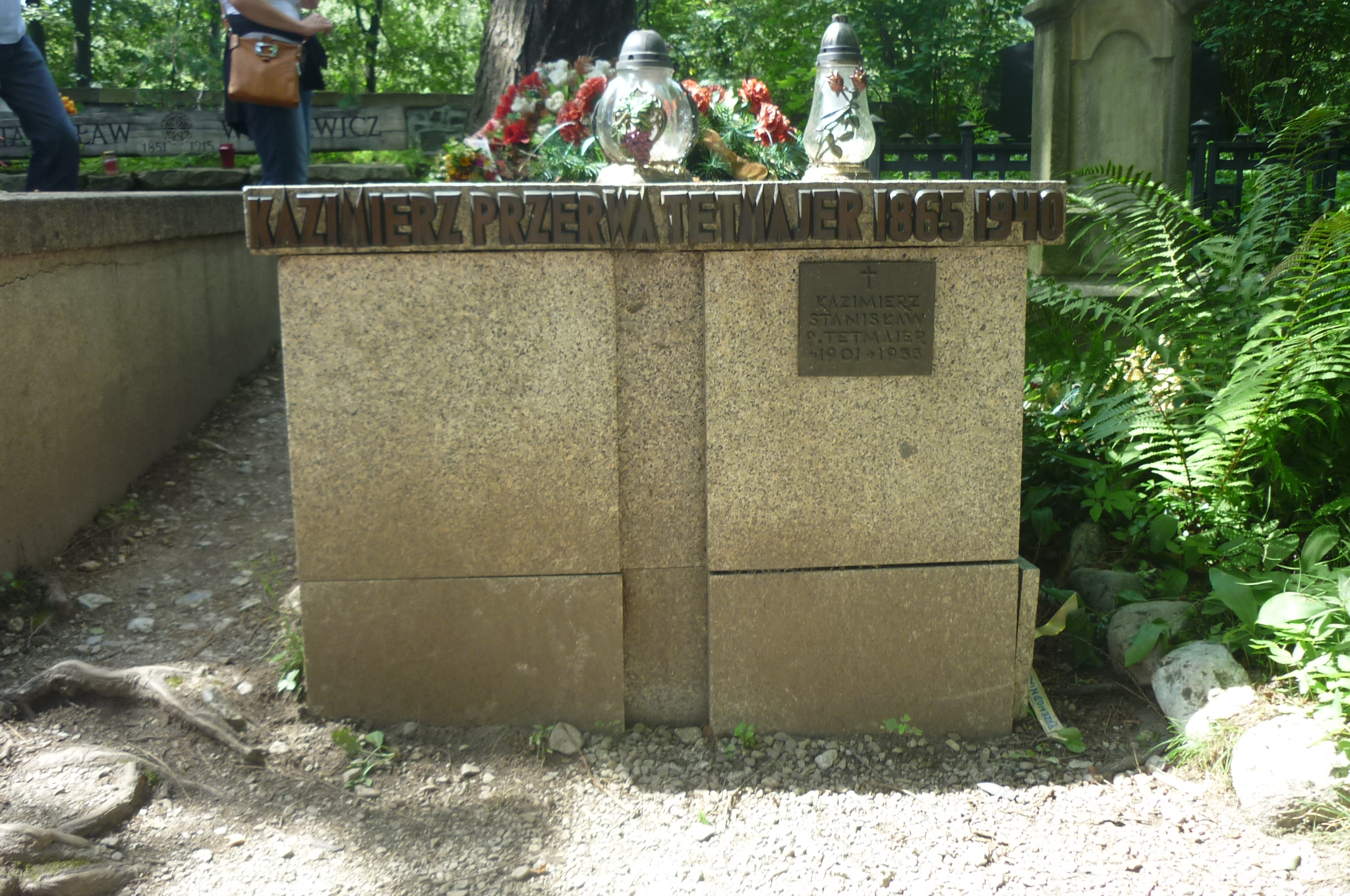
Grób Kazimierza Przerwy-Tetmajera na Pęksowym Brzyzku

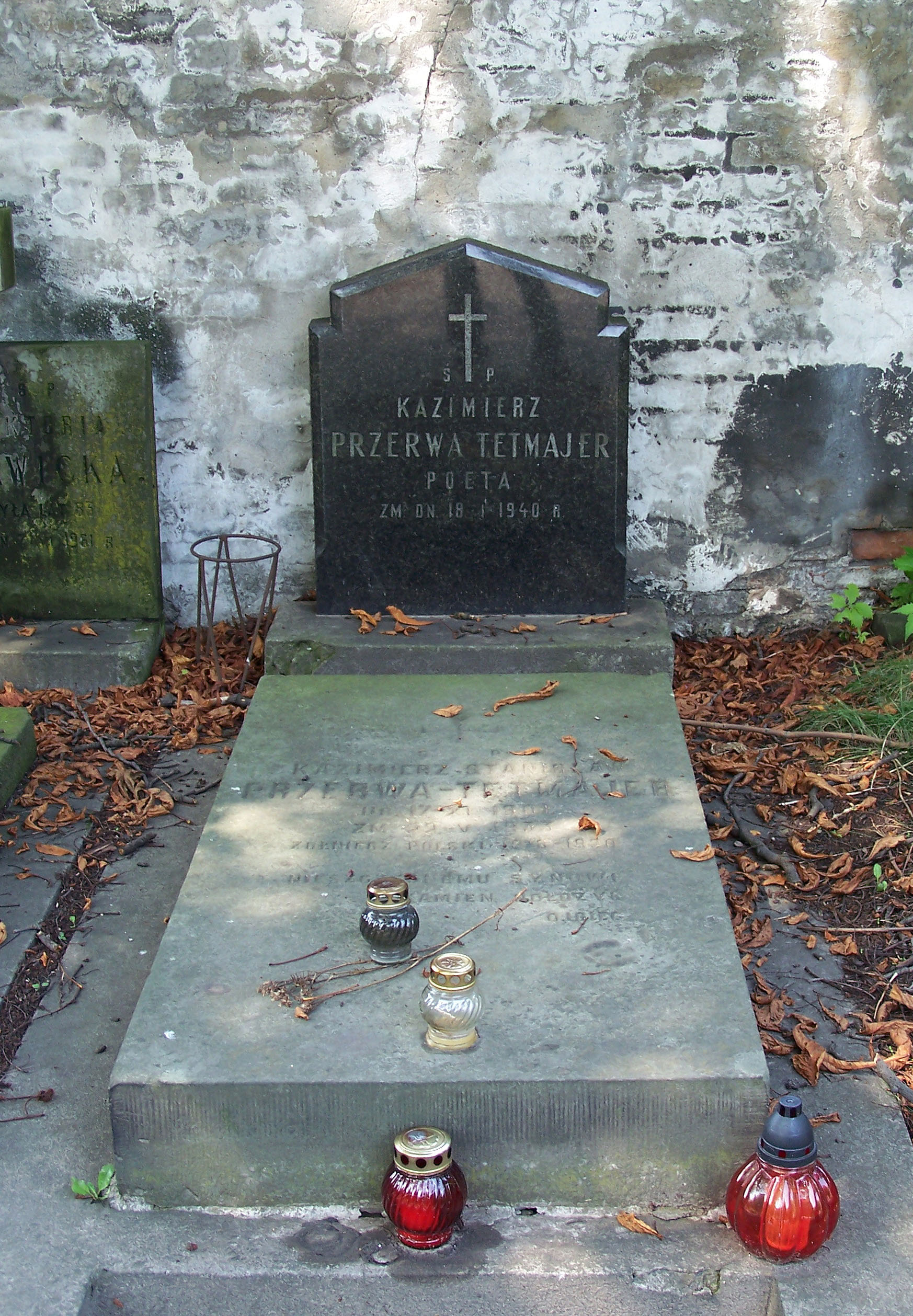
Symboliczny grób Przerwy-Tetmajera na Starych Powązkach

Ze względu na pogarszający się stan zdrowia (utrata wzroku i nasilająca się choroba umysłowa, będąca efektem kiły) musiał wycofać się z życia społecznego i twórczości literackiej. Miał zapewniony byt dzięki ofiarności społecznej oraz emeryturze, finansowanej od 1925 przez miasto Bydgoszcz. W styczniu 1940 został przetransportowany z Hotelu Europejskiego na oddział chirurgiczny Szpitala Dzieciątka Jezus w Warszawie, gdzie zmarł 18 stycznia. Przyczyną zgonu (jak wykazała sekcja) był nowotwór przysadki mózgowej, niedokrwistość i niewydolność krążenia. Pochowano go wtedy zgodnie z jego życzeniem w grobie syna na cmentarzu Powązkowskim w Warszawie (pod murem V-53). Obecnie spoczywa na zakopiańskim Cmentarzu Zasłużonych na Pęksowym Brzyzku (kw. L-I-17).
Mimo że kilkakrotnie był zaręczony (m.in. w 1906 z Jadwigą, córką kupca i przemysłowca Karola Szulca oraz z Laurą Rakowską, z myślą o której napisał wiersz A kiedy będziesz moją żoną), nigdy się nie ożenił. Ze związku z nieznaną z nazwiska aktorką miał nieślubnego syna Kazimierza Stanisława, do którego przez kilka lat, do roku 1906, nie przyznawał się. Później zaczął starać się o rozwój talentów syna, ten jednak, popadłszy w alkoholizm i zaraziwszy się chorobą weneryczną, w wieku 33 lat popełnił samobójstwo. Tetmajer miał kilkuletni romans z góralką Marią Palider, która była pierwowzorem Maryny z Hrubego z Legendy Tatr.
Kazimierz Przerwa-Tetmajer walnie przyczynił się do debiutu literackiego Władysława Orkana. Nie tylko załatwił druk „Nowel”, ale napisał entuzjastyczną przedmowę i pochwałę młodszego od siebie o dziesięć lat autora.

## Kazimierz Przerwa-Tetmajer w kulturze
Wiersze Kazimierza Przerwy-Tetmajera były wielokrotnie opracowywane muzycznie, m.in. przez Mieczysława Karłowicza, Władysława Żeleńskiego i Karola Szymanowskiego.
W 1901 r. Teatr Miejski w Krakowie wystawił Zawiszę Czarnego Kazimierza Przerwy-Tetmajera w reżyserii Józefa Kotarbińskiego. Kolejna inscenizacja tego dramatu miała miejsce w 1912 r. w Teatrze Wielkim w Warszawie (w związku z hucznie obchodzonym jubileuszem 25-lecia twórczości Tetmajera). W 1922 r. zespół i instytucja teatralna Reduta wystawiła Judasza K. Przerwy-Tetmajera ze Stefanem Jaraczem w roli tytułowej. W 1928 r. Władysław Lenczewski nakręcił film Romans panny Opolskiej na podstawie powieści Kazimierza Przerwy-Tetmajera. W 1958 r. Jan Wilkowski przy współpracy scenografa Adama Kiliana przygotował na deskach Teatru Lalka w Warszawie słynne przedstawienie O Zwyrtale Muzykancie według opowiadania K. Przerwy-Tetmajera. W 1964 r. czechosłowacki reżyser Martin Ťapák nakręcił film telewizyjny Balada o Vojtovej Marine na podstawie opowiadania Tetmajera. W latach sześćdziesiątych XX w. Tadeusz Różewicz napisał wiersz Kazimierz Przerwa-Tetmajer. W 1973 r. został wyprodukowany przez Zespół Filmowy „X” na podstawie opowiadania Tetmajera film telewizyjny Myśliwy w reżyserii Krzysztofa Wierzbiańskiego. W 1978 Martin Ťapák ponownie sięgnął po twórczość Tetmajera, tym razem realizując film pt. Krutá ľúbosť. W 1981 roku w Teatrze Telewizji zrealizowano spektakl oparty na życiu i twórczości Tetmajera Kocham Cię za to, że Cię kochać muszę w reż. Andrzeja Maja. W 1983 Jacek Koprowicz nakręcił kontrowersyjny film biograficzny o Tetmajerze pt. Przeznaczenie. W 1984 roku Wanda Kwietniewska z zespołu Wanda i Banda nagrała piosenkę Ulica Tetmajera. W 1994 roku na ekrany kin weszła Legenda Tatr w reżyserii Wojciecha Solarza, oparta głównie na opowiadaniach z cyklu Na Skalnym Podhalu. W 2003 roku na deskach Teatru STU w Krakowie została wystawiona Śleboda, czyli powaby życia według Kazimierza Przerwy-Tetmajera w adaptacji i reżyserii Waldemara Śmigasiewicza.
Ksiądz Józef Tischner w kazaniach spod Turbacza – w trakcie odprawianych Mszy Ludzi Gór – wielokrotnie nawiązywał do twórczości Kazimierza Przerwy-Tetmajera.
W filmie Wesele z 1972 r. w reżyserii Andrzeja Wajdy w rolę Poety (Kazimierza Przerwy-Tetmajera) wcielił się Andrzej Łapicki.

## Twórczość
Szkice
- O żołnierzu polskim lata 1795–1915[41],
- Notatki literackie[42],
- Aforyzmy[43],
- Bajeczny świat Tatr[44],
- Na śmierć Henryka Sienkiewicza[45].

Opowiadania i nowele
- cykl opowieści Na skalnym Podhalu (w tym między innymi Orlice)[46][47][48],
- Ksiądz Piotr (nowela nagrodzona w konkursie „Czasu”, Kraków, 1895)[49],
- Rzeźbiarz Merten,
- Pan,
- Tryumf[50],
- zbiór nowel W czas wojny.

Powieści
- Anioł śmierci[51],
- Panna Mery[52],
- Otchłań[53],
- Zatracenie[54],
- Król Andrzej (również znane jako Księżniczka Metella)[55],
- Gra fal[56],
- Legenda Tatr[57][58][59],
- Romans panny Opolskiej z panem Główniakiem[60],
- Koniec epopei (cykl)[61].

Dramaty
- Sfinks,
- Zawisza Czarny[62],
- Mąż-poeta[63],
- Rewolucja[64],
- Judasz[65][66].

Wiersze
- Widok ze Świnicy do Doliny Wierchcichej (z Poezje. Seria druga),
- Melodia mgieł nocnych (z Poezje. Seria druga),
- Anioł Pański (z Poezje. Seria trzecia),
- Lubię, kiedy kobieta... (z Poezje. Seria druga)[67],
- Hej Krywaniu Krywaniu wysoki! (z tomu Na Skalnym Podhalu)[68][69],
- Mów do mnie jeszcze (dwie wersje: jedna z cyklu Preludia – Poezje. Seria druga, druga z cyklu Gra słów – Poezje. Seria trzecia),
- W warszawskim salonie (z tomu Z wielkiego domu, Warszawa, 1908)[70],
- Zdanie sobie sprawy (z tomu Z wielkiego domu)[71][72],
- Prometeusz (z Poezje. Seria druga)[73],
- Zacisza (z Poezje. Seria druga)[74],
- Koniec wieku XIX,
- Fragment wiersza dla mego synka (z Poezje. Seria szósta)[75],
- Patryota (pod pseudonimem Szylkret)[76],
- Wyspa umarłych (ilustracja do „Die Todteninsel” Bocklina)[77],
- Na sprowadzenie zwłok Słowackiego (ogłoszony w roku 1927 w „Wiadomościach literackich” jest ostatnim znanym badaczom literatury wierszem K. Tetmajera[78]),
- Leda (z Poezje. Seria druga),
- Virgini intactae,
- W kaplicy Sykstyńskiej (z Poezje. Seria trzecia)
- Zbroja Zawiszy (z Poezje. Seria siódma),
- Zmartwychwstały (z Poezje. Seria trzecia).

Inne utwory
- poematy: Illa (1886)[79] i Alegoria (1887)[80][81],
- Z wielkiego domu (wyd. Księgarnia St. Sadowskiego, Warszawa, 1908)[82],
- Eleonora. Trójhymn duchów smętnych przez Fosforycznego Skalderona (współautor; Wydawnictwo Dekadentów Polskich nr 1, Kraków 1895)[83],
- Jęk Ziemi. Pantologia Dekadentów Polskich zebrana przez dra Juliana Pogorzelskiego (współautor; Wydawnictwo Dekadentów Polskich nr 2, Kraków 1895)[84],
- Melancholia (Warszawa, 1899)[85],
- Wrażenia (Warszawa, 1902)[86],
- tomiki poezji: Hasła (1901)[87], Poezje współczesne (1906)[88], Cienie (1916)[89].

Źródła.

## Ordery i odznaczenia
- Krzyż Oficerski Orderu Odrodzenia Polski (2 maja 1923)[95][96]
- Złoty Krzyż Zasługi (11 grudnia 1931)[97][98]
- Krzyż Kawalerski Orderu Franciszka Józefa (Austro-Węgry, 1908)[99]